# Liu Ling
Liú Líng (chinesisch 劉伶; * um 220; † um 280) war einer der daoistischen chinesischen Dichter der Sieben Weisen des Bambushains (竹林七賢).

## Leben
Zu seinen Lebensdaten ist wenig hinterlassen worden. Er soll klein und von unattraktivem Aussehen gewesen sein. Liú Líng wuchs in Pelkuo in An Wei auf. Er lebte in der Zeit der Drei Reiche und der Westlichen Jin-Dynastie. Der Daoist zählte neben Ruan Ji, Xi Kang, Shan Tao, Ruan Xian, Xiang Xiu und Wang Rong zu den Sieben Weisen im Bambushain.
Auf Reisen pflegte er immer ein Reisweinfass im Gepäck mit sich zu führen. Zu seinem begleitenden Tross gehörte ein Diener, der beauftragt war, dafür zu sorgen, dass Liú Líng, falls er tot umfalle, genau an dieser Stelle beerdigt werde.
Sein Reisweindurst endete einmal in einem Trinkgelage, bei dem er 27 Liter Reiswein trank. Seine verzweifelte Gattin schüttete seine Reisweinvorräte aus und zerschlug daraufhin alle seine Amphoren. Liú Líng trank daraufhin ohne Krüge weiter.
Seine Gattin bat ihn daraufhin das Trinken einzustellen, trug vor, dass das nur gelingen könnte, wenn er den Göttern einen Eid leistete mit Opferfleisch und Opferwein. Liú Líng hingegen erbat sich von den Göttern, die Klagen und Gebete seiner Frau nicht zu beachten, und trank den Reiswein mit einem Schluck aus.
Im trunkenen Zustand entledigte er sich oft aller Kleider und lief selbst bei Besuchen nackt im Haus herum. Er begründete dies mit:

„Himmel und Erde sind mir Dach und Fußboden. Meine Zimmer sind für mich Hose und Mantel, darf ich fragen werte Herren: Was tut ihr in meiner Hose?“

Liú Líng spürte im Rausch weder Hitze noch Frösteln und glaubte, damit dem Dao besonders nah zu sein. Er wurde erstmals als Reisweintrinker auf einer Grabstätte in Nanjing abgebildet.
Er hinterließ nur ein einziges Gedicht.
Jack London verarbeitete seine Leseerfahrungen über Liú Líng in seiner biografischen Erzählung John Barleycorn.